# Front Popular d'Estònia
Front Popular d'Estònia (estonià Eestimaa Rahvarinne) fou un moviment polític estonià actiu entre 1986 i 1991. Aparegué en públic el 1988 com a Front Popular de Suport a la Perestroika, de manera semblant al Front Popular de Letònia i al Sąjūdis, dirigit per Edgar Savisaar i Marju Lauristin. Fou la principal força que va dirigir el moviment per a la independència d'Estònia de la Unió Soviètica i convocà el Congrés d'Estònia de 1990.

## Història

### Creació
L'1 i 2 d'abril del 1988 sis organitzacions d'artistes que reclamaven liberalització política i autonomia econòmica s'ajuntaren amb joves reformadors comunistes i opositors moderats per presentar un programa d'acció política, però no es constituiria com a partit fins al 13 d'abril. Entre els fundadors hi havia l'arquitecte Ignar Fjuk, la filòsofa Klara Hallak, el sociòleg Igor Gryazin, el membre de l'EMS Siim Kallas, l'historiador Edgar Saavisaar, qui dirigia el programa de televisió Mõtleme veel de suport a les reformes, l'enginyer Rein Taame, el geògraf Andres Tarand, el químic Mart Tarmak, Marju Lauristin i Mati Hint. El seu programa va incloure l'extensió arreu d'Estònia dels drets econòmics i polítics, aturar el flux d'immigrants, rehabilitar les víctimes de l'estalinisme, independència cultural i recuperar els símbols tradicionals estonians.
L'11 de setembre de 1988 organitzarà una manifestació on hi participaran 300.000 persones. L'u d'octubre es formalitzarà com a grup polític i nomenarà president el veterinari i membre de l'Acadèmia de Ciències d'Estònia Arnold Rüütel. A les primeres eleccions al Soviet Suprem de l'URSS de 1989 obtindrà 15 dels 36 escons que corresponien a Estònia, uns altres dos corresponien als ecologistes Toomas Frey i Juhar Aar, i la resta al Partit Comunista d'Estònia, majoritàriament als candidats reformistes.
El 23 d'agost del 1989 es va fer una cadena humana de 600 kilòmetres que unia Tallinn, Riga i Vílnius per celebrar el 50è Aniversari del Pacte Molotov-Ribbentrop i reclamar la independència dels països bàltics, amb una participació massiva. Això provocaria que el 24 de desembre del 1989 el Congrés de Diputats de l'URSS declarés nul i sense efectes els protocols secrets del Pacte Molotov-Ribbentrop.
El 2 de febrer del 1990 va convocar una manifestació a Tallinn per commemorar el 70è Aniversari del Tractat de Tartu, pel qual l'URSS reconeixia la independència estoniana. L'11 de març va convocar el Congrés d'Estònia, que havia de preparar el procés per tal d'assolir constitucionalment la independència d'Estònia, i el 18 de març va guanyar les eleccions al Soviet Suprem d'Estònia de 1990, cosa que li va permetre dirigir el procés estonià vers la independència.

### Procés cap a la independència
El 29 de març Arnold Rüütel fou nomenat cap del soviet suprem estonià, Edgar Savisaar fou encarregat de formar govern, amb Lennart Meri (afers exteriors) i Rein Miller (finances). El 30 de març del 1990 el nou Soviet Suprem declarà que el poder soviètic era il·legal a Estònia, i proclamà un període de transició per tal de restaurar la República d'Estònia en un pla d'independència gradual.
L'abril el parlament abolí el servei social obligatori i el substituí per una prestació social, alhora que es creava les bases per una nova policia i forces de l'ordre, i intensificava la col·laboració amb els altres països bàltics. També deixà de pagar al tresor soviètic, s'inicià la transició vers una economia de lliure mercat, es liberalitzaren els preus, es privatitzaren les empreses petites i imposaren una frontera econòmica amb Rússia. El 8 de maig els símbols de l'antiga RSS d'Estònia foren abolits, alhora que el país passava a anomenar-se oficialment Eesti Vabarik (República d'Estònia). Els russos, agrupats en l'Intermoviment, van oposar-se, i el 27 de maig el parlament va respondre aprovant mesures restrictives contra la immigració russa. El desembre del 1990 anunciare que Estònia no signaria el Tractat de la Unió.

### Ruptura del Front
Un cop reconeguda la independència estoniana per la Unió Europea i EUA, molts dels dirigents del Front l'abandonaren per tal de formar els seus propis partits polítics. Tot i així, assolí presentar-se com a partit a les eleccions legislatives estonianes de 1992 dirigits per Rein Taagepera, i assoliren el 12,2% dels vots i 15 escons. Taagepera també fou candidat a les eleccions presidencials estonianes de 1992, però només assolí 109.743 vots (23,7%). Cap al 1994 desaparegué com a força política i els seus membres s'integraren en el Partit del Centre Estonià.

## Resultats electorals
| Any  | Líder          | Vots   | %     | Escons   | +/- |
| ---- | -------------- | ------ | ----- | -------- | --- |
| 1990 | Edgar Savisaar |        |       | 43 / 101 | Nou |
| 1992 | Edgar Savisaar | 56,124 | 12.25 | 15 / 101 | 28  |